# Haarlemsche Automobiel- en Motorwielfabriek
HAM is een historisch Nederlands merk van auto's en motorfietsen dat gevoerd werd van 1902 tot 1907.
De bedrijfsnaam was: Haarlemsche Automobiel- en Motorrijwiel Fabriek, Heemstede-Haarlem (H.A.& M.F). Deze onderneming was een voortzetting van motorfiets- en automobielbouwer Altena. Het merk HAM kwam voort uit het merk Altena waaronder het bedrijf eerder handelde. H.A.& M.F bouwde in 1906 de eerste Nederlandse gemotoriseerde ambulance.
Het bedrijf moest in 1907 wegens faillissement zijn deuren sluiten in een periode dat Nederland getroffen werd door een economische depressie die bijvoorbeeld ook Spyker ten onder deed gaan.
Akkermans · 
Altena · 
Anderheggen · 
Antilope · 
Arnhemsche Machinefabriek  · 
Ataf-Porata · 
Autolette · 
Bambino · 
Belcar · 
Bermuda Buggy · 
BGF · 
Boro · 
Bij 't Vuur · 
Carver · 
Citeria · 
CoTuRa · 
DAF · 
Entrop · 
EWB · 
Eysink · 
Gatso · 
Gazelle ·
Gelria ·
Groninger Motorrijtuigen Fabriek · 
Gruno · 
H.A.M. · Havas · 
Hinde ·
Konings · 
Max · 
Neerlandia · 
Netam ·
Omnia · 
Rizovari · 
Ruiter ·
Ruska · 
Simplex ·
Spyker ·
Story ·
V.L.A.M.